# Актёр и зритель
«Актё́р и зри́тель» — щотижневий театральний журнал, що видавався в 1928 році в місті Іжевську в Удмуртії театром імені Максима Горького, який базувався в Літньому театрі (територія сучасного міського саду імені Максима Горького).
Ціль журналу — активізація театральної критики, приваблювання в цю область літературної творчості людей, які знаються та полюбляють сценічне мистецтво. Журнал проіснував всього 1 рік.